# NGC 948
NGC 948 é uma galáxia espiral barrada (SBc) localizada na direcção da constelação de Cetus. Possui uma declinação de -10° 30' 50" e uma ascensão recta de 2 horas, 28 minutos e 45,4 segundos.
A galáxia NGC 948 foi descoberta em 1 de Novembro de 1886 por Lewis A. Swift.